# Ігнацувка (Свентокшиське воєводство)
Ігнацувка (пол. Ignacówka) — село в Польщі, у гміні Єнджеюв Єнджейовського повіту Свентокшиського воєводства.
Населення — 181 особа (2011).
У 1975-1998 роках село належало до Келецького воєводства.

## Демографія
Демографічна структура на день 31 березня 2011 року:
|          | Загалом | Допрацездатний вік | Працездатний вік | Постпрацездатний вік |
| -------- | ------- | ------------------ | ---------------- | -------------------- |
| Чоловіки | 88      | 21                 | 55               | 12                   |
| Жінки    | 93      | 26                 | 48               | 19                   |
| Разом    | 181     | 47                 | 103              | 31                   |